# El poeta asesinado

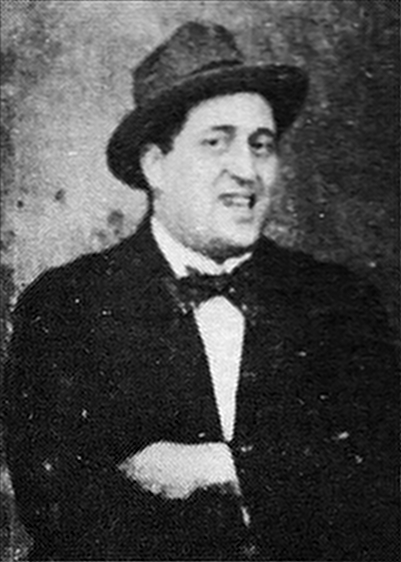
Escritor Guillaume Apollinaire - 1914

El poeta asesinado es una obra del escritor Guillaume Apollinaire publicada en 1916. Previamente, en 1910, Apollinaire había presentado una selección de su cuentos titulada L'Hérésiarque et Cie al Premio Goncourt. Fue en 1913 cuando pensó en una nueva colección, pero la guerra retrasó su publicación. A la postre vio la luz en 1916, ediciones L'Édition, colección Bibliothèque de Curieux.

## Sinopsis
El poeta asesinado es un conjunto de 16 cuentos que ofrece una diversidad aparente de temas y tonos, pero que está dominado por algunos temas recurrentes: recuerdos personales (nacimiento ilegítimo, relaciones con su madre); el mito de los muertos y el poeta eterno (ver L'Enchanteur pourrissant); la creación de un mundo imaginario; el fracaso amoroso o la soledad. El cuento más desarrollado, epónimo de la obra, presenta de un modo picaresco el destino de Croniamantal, cuyo nombre recuerda a Chronos (tema del tiempo) y "mental". Poeta maldito, frecuenta el Pájaro de Benín (Oisseau de Bénin; tal vez Picasso) y sufre de su amor por la Tristouse Ballerinette (tal vez Marie Laurencin), que lo traiciona con el Fopoîte ("falso poeta") y le llama a la muerte. Esto permite su apoteosis. Él renace en el último cuento como si hubiera presidido todos los cuentos intermedios. Su doble es el Rey-Luna, Luis de Baviera, que reina en un fantástico mundo subterráneo, la vida eterna más allá de la muerte.
Por lo tanto, cada historia puede vincularse a la misma estructura básica: un ser muere o desaparece; pero renace y reina más allá de la muerte. La recreación poética ayuda a reparar en el fracaso de la vida real. El tono, a menudo cercano a Alfred Jarry o Max Jacob, y con alusiones a sus contemporáneos, lo que le da a la historia un carácter caprichoso que no resta valor a la gravedad de su juego. Asimismo, la parodia del estilo de los cuentos del siglo XIX, la mezcla de géneros (realista, fantástico, poesía, fábula, teatro) concuerda con el deseo de inventar una estética moderna.

## Relatos
Los 16 relatos de que consta el libro son:
- El poeta asesinado
- El rey Luna
- Giovanni Moroni
- La favorita
- La joven póstuma
- El ojo azul
- El tullido divinizado
- Santa Adorata
- Los recuerdos
- El encuentro en el Círculo Mixto
- Pequeñas recetas de magia moderna
- La caza del águila
- Artur Rey Pasado Rey Futuro
- El amigo Méritarte
- El caso del brigadier enmascarado o el poeta resucitado

## Ediciones
- El poeta asesinado. Traducción de Manuel Hortoneda, Barataria, Barcelona, 2012.

- Datos: Q2316161